# تییرا بونتیا (تگزاس)
تییرا بونتیا (به انگلیسی: Tierra Bonita) یک منطقهٔ مسکونی در ایالات متحده آمریکا است که در شهرستان کمرون، تگزاس واقع شده‌است. تییرا بونتیا ۲٫۳۵ کیلومتر مربع مساحت و ۱۴۱ نفر جمعیت دارد و ۱۴ متر بالاتر از سطح دریا واقع شده‌است.